# Myrmarachne balinese
Myrmarachne balinese är en spindelart som beskrevs av Prószynski, Deeleman-Reinhold 20. Myrmarachne balinese ingår i släktet Myrmarachne och familjen hoppspindlar. Inga underarter finns listade i Catalogue of Life.